# Escut de l'Ampolla
L'escut oficial de l'Ampolla (Baix Ebre) té el següent blasonament:
Escut caironat: d'atzur, un far d'argent encès d'or; la capa de sinople rivetada d'argent. Per timbre, una corona mural de poble.

## Història
Va ser aprovat el 20 de març de 1992.
L'escut d'aquest nou municipi (creat el 1990 com a segregació d'una part del Perelló, ja que l'Ampolla era el barri marítim que, gràcies al turisme, ha acabat creixent més que el poble originari de l'interior) és també de nova factura: la capa vol representar el port on el navegant pot trobar refugi, i el far al·ludeix també a aquest port, dedicat a la pesca i al turisme.